# Balrampur (Chhattisgarh)
Balrampur est une ville indienne située dans le district de Balrampur-Ramanujgang dans l’État du Chhattisgarh.

## Source de la traduction
- (en) Cet article est partiellement ou en totalité issu de l’article de Wikipédia en anglais intitulé « Balrampur, Chhattisgarh » (voir la liste des auteurs).